# 維夫尼亞河
維夫尼亞河（烏克蘭語：Вівня），是烏克蘭的河流，位於該國西部利沃夫州，屬於德涅斯特河的右支流，發源自多布里夫利亞內，流經斯特雷區，河道全長33公里，流域面積80平方公里。